# 吉祥文様
吉祥文様（きっしょうもんよう）とは、縁起がいいとされる動植物や物品などを描いた図柄を言う。世界各地でもあるが、特に東アジア（漢字文化圏・日中韓）で広く愛用されるものが多い。（参照：瑞獣・瑞鳥）多くは晴れ着や慶事の宴会などの調度品などにあしらわれ、普段使いの品物にもよく見られるが凶事には使われない。
国によって違いがあり、例えば中国の代表的な吉祥文様の蝙蝠は、ヨーロッパでは不吉なイメージが強い。

## 吉祥文様の寓意

### 長寿
- 丹頂鶴と蓑亀（日本・中国・韓国）：「鶴は千年、亀は万年」といわれ代表的な日本の吉祥文様。中国では、亀と鶴は単独だけに使われる。夫婦睦まじい老境の象徴。
- 松竹梅（中国・日本）：中国の歳寒三友に由来するが日本では吉祥文様として普及。三つのうち一つか二つのみでも用いられる。

### 富貴
- 七宝（インド・中国・日本）：「七宝」とは仏教典に載る「七つの宝」で富貴を表し、かつ無限に連鎖する金輪の交叉から成る文様のため、「無限の子孫繁栄」などを表す。家紋・屏風の裏紙の模様などに用いられた。
- 蝙蝠（中国・台湾・ベトナム）：福と蝠が同音であることから。非常にポピュラー。
- 打ち出の小槌（日本だけ）：民話に登場する魔法の道具。富の神大黒天の持物でもある。

### 王室
- 龍（中国・台湾・韓国・日本・ベトナム）：昔、五本指の龍は中国の皇帝のみ使える紋章であった。天に昇るイメージから発展の象徴にもなる。
- 鳳凰（中国・台湾・韓国・日本・ベトナム）
- 麒麟（中国・韓国・日本・ベトナム）
- 玄武（中国・韓国・ベトナム）

### 多産
- 石榴（古代ペルシア・中国）：種が多いことから多産の象徴とされた。マイセンの中国陶器を移した「ブルーオニオン」は本来石榴の絵である。

### 夫婦円満
- 鴛鴦（中国・台湾・ベトナム）：オシドリは見た目も美しく、番で生活することから婚礼にまつわる贈答品などによく扱われる。
- 貝桶（日本）：ばらばらにした貝殻の中から一対の貝を当てるゲーム「貝合わせ」の道具。大名の嫁入り道具でもある。

### 発展
- 扇（日本だけ）：先端が広がった形から将来の展望が広いことをあらわす。
- 鯉（中国・日本・台湾）：「鯉が試練を超えて竜に変身する」という中国の伝説から立身出世の象徴となった。

### 栄光
- 月桂樹（古代ローマ・西欧全域・中国）：音楽やスポーツに秀でる人に与えられる月桂冠から。

### 健康
- 麻の葉（日本・中国）：麻が生命力が強い草であることから、産着を麻の葉文様にし幼児の健康を祈った。

## 特記事項
- 他の文化圏では不吉なイメージの強い蝙蝠だが、中国では中国語で「蝙蝠」 (biānfú) の音が「福が偏り来る」を意味する「偏福」 (piānfú) に通じるため、福を招くとされるポピュラーな吉祥文様である
- 亀は日本では鶴とあわせて長寿をあらわす吉祥文様の代表格だが、現代の中国ではマイナスイメージが強い。
- 鯉は中国文化圏では立身出世を表す吉祥文様だが、西ヨーロッパでは貪欲なイメージが強い。